# Зайц, Фридрих
Фридрих Зайц (также Фридрих Зейц, Фриц Зайц, нем. Friedrich Seitz, нем. Fritz Seitz, 12 июня 1848, Гюнтерслебен — 22 мая 1918) — немецкий композитор и скрипач.
Фридрих Зейц вырос в Гютерслебене в сельской семье. В 1865 году вступил в полк Готы, в составе которого в 1866 участвовал в Немецкой Войне (Австро-прусско-итальянская война). По окончании войны обучался игре на скрипке в Зондерсхаузене у бывшего концертмейстера Магдебурга Карла-Вильгельма Ульриха, на дочери которого позднее женился. В 1874 году Зейц обучался у придворного концертмейстера Дрездена профессора Иоганна Кристофа Лаутербаха (Johann Christoph Lauterbach). В 1869 году был назначен первым скрипачом придворной капеллы Зондерсхаузена, а с 1873 — придворным капельмейстером.
В 1876 году Фридрих Зейц переехал в Магдебург, где был концертмейстером городского театрального и концертного оркестра. Также с именем Зейца связано основание первой в Магдебурге музыкальной школы. С 1884 года возглавлял дворцовый оркестр в Дессау. В 1888 году был концертмейстером фестиваля в Байройте (Байрейтский фестиваль).
Фридрих Зейц был одним из известнейших скрипачей своего времени и много гастролировал. Его игру можно было услышать не только во многих городах Германии, но и за её пределами, в том числе в Лондоне и Голландии, где он солировал в сопровождении Кобургской оперы. В 1908 году Зейц вышел на пенсию. От князя Шварцбург-Зондерсгаузенского и герцога Ангальтского он получил орден искусства и науки за многогранный вклад в искусство и продолжительную педагогическую деятельность. Самая знаменитая ученица Зейца — кинодива Марлен Дитрих. 
Среди его сочинений — «Kleine Violinschule» (школа игры на скрипке), которая и по сей день входит в репертуар юных скрипачей. Большинство произведений Зейца, выдержанных в романтическом стиле, составляют пьесы для скрипки и фортепиано, среди которых наибольшую известность получили восемь ученических концертов для скрипки и фортепиано. Также среди его произведений три ученических трио для фортепиано, скрипки и виолончели и оратория «Страсти» (нем. Die Passion).
В 2003 году в честь Зейца была названа улица в его родном городе.